# Каличенко, Андрей Владимирович
Каличенко Андрей Владимирович (род. 27 января 1975, Новосибирск) — российский государственный и политический деятель, депутат Государственной думы РФ VII созыва, член фракции «Единая Россия», член комитета Госдумы по транспорту и строительству.

## Биография
Инженер-экономист, в 1997 году получил высшее образование по специальности «Экономика промышленного и гражданского строительства» в Сибирской государственной академии путей сообщения. В 1997 году был принят на работу на Новосибирский завод химконцентратов, где до 2003 года работал экономистом. В 2003 году несколько месяцев работал начальником отдела по организации работы с клиентами в ЗАО «Номос-Банк», в том же году перешёл на работу в ООО «СМУ-100» заместителем директора по экономике и финансам, где проработал до 2006 года. В 2006 году перешёл на работу в компанию «Энергомонтаж», занятую в сфере жилищного строительства, совладельцем 50 % которой являлся отец Андрея Каличенко — Владимир Андреевич Каличенко. В компании своего отца А. В. Каличенко работал заместителем директора, заместителем генерального директора по экономике, первым заместителя генерального директора до 2016 года.
В марте 2007 году принял участие в дополнительных выборах Совета депутатов Новосибирска по одномандатному избирательному округу № 14, в результате избран депутатом Совета депутатов Новосибирска IV созыва. 14 марта 2010 года повторно избран депутатом Совета депутатов Новосибирска по одномандатному избирательному округу № 14. 15 сентября 2015 в третий раз избран депутатом Совета депутатов Новосибирска по одномандатному избирательному округу № 14.
В мае 2016 года стал победителем праймериз «Единой России», а в сентябре 2016 года, баллотируясь по Новосибирскому одномандатному избирательному округу № 135 от партии «Единая Россия», был избран депутатом Государственной думы VII созыва.

## Законотворческая деятельность
С 2016 по 2019 год, в течение исполнения полномочий депутата Государственной Думы VII созыва, выступил соавтором 44 законодательных инициатив и поправок к проектам федеральных законов.